# Проективен тест
Проективния тест в психологията е личностен тест, направен, за да накара личността да отговори на двусмислени стимули, вероятно разкриващи скритите ѝ емоции и вътрешни конфликти. Това е различно от „обективния тест“, в който отговорите се анализират според универсални стандарти.
Отговорите на проективните тестове по-скоро се анализират чрез контент анализ, отколкото да се основават на предположения за значението им, какъвто е случаят с обективните тестове. Проективните тестове основно се облягат на клинични възгледи, липса на сигурност и валидност и може да нямат стандартизиран критерий, с който да се сравняват резултатите. Тези тестове все още се използват често въпреки липсата на научно доказателство в тяхна подкрепа и тяхната продължителна популярност се свързва с „проективния парадокс“. Проективните тестове имат произхода си в психоаналитичната психология, която смята, че човекът има съзнателни и несъзнателни нагласи и мотивации, които са отвъд или скрити от съзнателното мислене.